# 沼棲似鯔銀漢魚
沼棲似鯔銀漢魚（學名：Pseudomugil paludicola）為輻鰭魚綱銀漢魚目似鯔銀漢魚科的其中一種，分布於新幾內亞、澳洲的Mission river等淡水流域，體長可達3.5公分，為熱帶淡水魚，棲息在溪流及沼澤底中層水域，生活習性不明。

## 擴展閱讀
維基物種上的相關：沼棲似鯔銀漢魚